# Hoz y Costeán
Hoz y Costeán ist eine nordspanische Gemeinde (municipio) mit 231 Einwohnern (Stand: 2024) im Westen der Provinz Huesca in der Autonomen Region Aragonien.
Die Gemeinde besteht aus den Ortschaften Hoz de Barbastro, Salinas de Hoz, Costeán, Montesa, Lartosa, Fuente Viva und Guardia. In den 1970er Jahren waren die damaligen Gemeinden Hoz und Costeán zusammengelegt worden. 

## Lage und Klima
Hoz y Costeán liegt etwas südlich der Sierra de la Carrodilla etwa 38 Kilometer (Fahrtstrecke) östlich der Provinzhauptstadt Huesca in einer durchschnittlichen Höhe von etwa 500 m. Durch die Gemeinde fließt der Canal de Cinca. Das Klima ist warm und gemäßigt (die Winter sind relativ kalt, die Sommer heiß); Regen (ca. 830 mm/Jahr) fällt übers Jahr verteilt.

## Bevölkerungsentwicklung
| 1981 | 1991 | 2001 | 2011 | 2020 |
| ---- | ---- | ---- | ---- | ---- |
| 302  | 268  | 229  | 208  | 221  |

## Sehenswürdigkeiten
- Kirche Santa Maria Magdalena
- Kirche San Millán
- Kirche Santiago Apóstol